# Nina Brandt
Nina Brandt (* 1990 in Karlsruhe) ist eine deutsche Schauspielerin.

## Leben
Nina Brandt erhielt eine Schauspielausbildung an der Internationalen Schauspielakademie CreArte in Stuttgart. Während dieser Zeit spielte sie unter anderem 2009 die Rolle der Daisy in Die Nashörner und Mädchen und Wäscherin in Yerma am Stuttgarter Teatro Ayelen unter der Regie von Nanny Fornis sowie 2010 die Rolle der Ismene in Antigone und in Vorstadtträume unter der Regie von Walter Becker.
Ihr Kinodebüt gab sie in der 2012 veröffentlichten Komödie Vatertage – Opa über Nacht von Ingo Rasper, in der sie die Rolle von Bastis Freundin Caro verkörperte. 2014 war sie am Sandkorn-Theater Karlsruhe mit dem Weihnachtskabarett zu sehen. In der ZDF-Krimireihe München Mord verkörperte sie in mehreren Folgen die Rolle der Stefany Schöberl. In dem im September 2018 erstausgestrahlten ZDF-Fernsehfilm Inga Lindström: Die andere Tochter spielte sie die Rolle der Nele.

## Filmografie (Auswahl)
- 2012: Vatertage – Opa über Nacht
- 2013: SOKO München – Der Schwimmer
- 2013: Finsterworld
- 2013: Aktenzeichen XY … ungelöst
- 2013: München Mord: Wir sind die Neuen
- 2014: München Mord: Die Hölle bin ich
- 2014: Utta Danella – Die Himmelsstürmer
- 2014: Vier Drillinge sind einer zu viel
- 2016: München Mord: Kein Mensch, kein Problem
- 2017: München Mord: Auf der Straße, nachts, allein
- 2017: SOKO Donau – Freunderlwirtschaft
- 2018: Inga Lindström: Die andere Tochter
- 2019: Hubert ohne Staller – Bulle Bulle
- 2019: München Mord: Die Unterirdischen
- 2020: WaPo Bodensee – Rien ne va plus